# Jacaranda ekmanii
Jacaranda ekmanii là một loài thực vật có hoa trong họ Chùm ớt. Loài này được Alain mô tả khoa học đầu tiên năm 1968.